# 一二·四事件
一二·四事件，是中國文化大革命期間於1966年12月4日在发生四川省重庆市發生的事件，是文革期间最早的大规模武斗事件之一。据统计，事件造成了数百人受伤，而是否有人在事件中死亡存在争议。

## 历史背景

### 重庆领导层变动
1966年5月23日，中共中央政治局扩大会议决定撤销彭真的中共北京市委第一书记和北京市市长职务；6月4日《人民日报》公布中共中央改组中共北京市委的决定。不久，7月1日出版的中共中央理论刊物《红旗》杂志，不经过任何组织手续，采用在文章的注释裡点名的手法，批判了中共中央西南局书记处书记、中共重庆市委第一书记兼重庆市市长任白戈。
这期红旗杂志上，以当时中央文革成员穆欣（不久穆欣本人也受到打击迫害）署名的文章《国防文学是王明右倾机会主义路线的口号》中，批判“周扬的一些追随者”“围剿鲁迅”，在说到“周扬的另一个追随者竟然攻击鲁迅提出‘民族革命战争的大众文学’的口号是‘罪恶’”时，在注释中写明，这“周扬的追随者”是任白戈。与彭真被公开点名批判不同的是，任白戈是还在任上并且其所在组织及上级领导毫不知情的情况被点名批判的。
重庆许多干部纷纷打电话询问市委：被中央点名的任白戈是不是重庆的领导人任白戈，市委无法回答。7月8日，中共四川省委第一书记廖志高赶到重庆，在潘家坪高干招待所召开市委会议，传达由陶铸通报的、邓小平主持的中央书记处会议讨论后的意见：任白戈的错误是30年代的问题，60年代的工作还是好的。随即，任白戈以“请假检查”名义离开工作。在中共八届十一中全会（全会通过了《中国共产党中央委员会关于无产阶级文化大革命的决定》）结束后不久，中共中央政治局委员、西南局第一书记李井泉就被迫在重庆市大专院校师生代表会议上，代表西南局和四川省委宣布了将任白戈“罢官”的决定。

### 文革群众运动
自1966年8月中下旬以来，重庆群众便因对“文化大革命”的不同认识而分裂成为两大派，一派是以重庆大学八一五战斗团为首的造反派，与之相对立的另一派即当时所谓的“保皇派”或“保守派”。他们同广大领导下部一样，对这场文化大革命运动很不理解，加上运动初期批判“三家村”时的许多做法及舆论导向使他们误认为这是又一场类似于反右派那样的政治运动，便旗帜鲜明地站到了造反派的对立面。
8月28日，重庆大学八一五战斗团的一部分红卫兵到江北区宣传鼓动，遭到群众和当地政府的对立。为了稳住重庆，李井泉带了挂名中央文革小组成员的西南局宣传部副部长刘文珍和四川省委工交政治部主任燕汉民等坐镇重庆，协助市委工作，当时广大干部和群众都是以反右派运动时的认识和经验来对待这场运动的；为了防止红卫兵的造反行动打乱工厂生产秩序，影响生产，在9月初，李井泉向中共重庆市委领导提议，可以仿照革命历史上的传统工人组织，建立工人纠察队，以搞好生产、搞好“文化大革命”。并要求先试点。重庆市委部署给工交、兵工、基建三个政治部，并在中梁山煤矿试点，工交政治部发了试点经验介绍。这样自上而下地在全市工矿企业中很快建立起了工人纠察队。
1966年9月中旬，重庆全市性的工人纠察队总部已建立起来。由于是通过尚在正常运转的各级中共组织和各地各单位公安保卫部门发起，工人纠察队迅速发展成为一支无可匹敌的力量，其人数之多，组织机构之健全，乃至旗帜、袖章、宣传品之精美，都是当时其他自发性的群众造反组织无法相比的。而且工人纠察队中共产党员、共青团员多，老工人多，劳动模范多，生产骨干多，在群众中的影响大。他们的立场从一开始就与造反派尖锐对立。
然而，工人纠察队很快便发现文化大革命并非反右派运动，处境日益被动。造反派的政治地位却不断得到提高。更使工人纠察队气馁的是，以“彻底批判资产阶级反动路线”为基本精神的1966年10月中央工作会议后，“炮打司令部”，支持造反派，已是大势所趋。运动初期被打成“反革命”、“右派”、“牛鬼蛇神”的群众纷纷获得平反，而各级党委则纷纷检讨自己“执行了资产阶级反动路线”。甚至刘少奇、邓小平在中央工作会议上的检查也被红卫兵印成了传单，到处散发。工人纠察队陷入了困境。
11月28日，重庆城内各交通要道、车站码头，到处张贴出了重庆工人战斗军司令部定于12月4日在重庆市体育场召开“高举毛泽东思想伟大红旗，深入揭发批判西南局、省市委所执行的资产阶级反动路线誓师大会”的海报。这一海报却引起各方关注，争取政治上的主动，工人纠察队总部决定贯彻中央工作会议精神，接过“批判资产阶级反动路线”的旗帜，同时更新组织名称，重整旗鼓，以利再战。而重庆造反派和首都三司等外地驻渝红卫兵都认定这个大会是“阴谋”、是“假批判、真包庇”，决定要对大会造反。
中共重庆市委对“一二四”大会可能导致群众冲突担忧。11月30日在潘家坪，12月1日在小温泉召开的干部会上，市委领导就谈到一定要说服工人战斗军不开这个大会，如果他们一定要开，就通知各单位的工人纠察队不去参加。12月2日上午，市委两位领导人在重庆钢铁招待所约见工人战斗军司令部负责人，劝告他们，目前少数派与多数派有对立情绪。如开大会，少数派来冲会场，则很可能发生冲突，所以12月4日的大会切不要召开。但工人战斗军负责人表示大会非开不可，只是保证绝对不发生冲突。当天下午，市委即在电话上通知各部委和各区委，一定通知所属各单位的工人纠察队，不参加12月4日大会。但是市委文革办公室负责人仍多次劝说工人战斗军负责人不开大会，结果无效。
而在中共重庆市委劝说工人纠察队停开大会的同时，造反派则加紧了对大会造反的策划。12月3日上午，重庆大学八一五战斗团为首的重庆红卫兵革命造反司令部召开厂八一五派（即重庆造反派）联席会议，制定了对大会造反的方案，并决定如果到主席台发言造反不成，则将队伍拉到市中心解放碑另行召开真批判大会，与工人纠察队的假批判形成对比，争取中间群众。但是另一些人却认为这一计划太“温良恭俭让”。当天下午和晚上，工人造反军总部和首都三司驻渝联络总站等组织的少数领导又制定了另外两套强行冲击会场的造反方案，还特别安排了要在主席台后边马路上先停放三辆救护车以运送伤员。

## 武斗当天
12月4日，人们便从四面八方涌向重庆市体育场。到会者除了来自各地区各单位的工人纠察队外，还有他们请来的同样反对造反、同样是由“官方”组建的毛泽东思想红卫兵、赤卫军、文艺兵等，当时这些组织被造反派统称为“保皇四军”、他们都已听说造反派要来冲会场的传言，早已是义愤填膺，严阵以待，为防止造反派的破坏，工人战斗军司令部还组织起了数千入的大会纠察队伍，层层设防。
大会刚刚开始，发言尚未进行，还没有任何依据可以说明这次大会是“假批判真包庇”，造反派就借口“主席团成员未介绍家庭出身”开始造反了。本来，无论大会发言还是街头辩论，首先自报家庭出身，这是“文化大革命”初期“血统论”流行时的一个不成文规矩，若是“出身不好”，马上便会被轰下台去。先期进入会场的造反派人数虽少，但却是最具有造反精神的青年学生和青年工人，他们摇旗呐喊，拼命向主席台冲击。被阻隔在会场外的造反派大队人马，闻知场内已经起事，便也奋力向场内发起冲击。
为了尽量制止冲突，中共重庆市委事前已派了市“文革”办公室干部到会场了解情况，打听了体育场各侧门出口是否畅通。为了及时掌握情况，市委“文革”办公室还架设了专线电话。冲突发生后，被派到会场观察的“文革”办公室下部——方面竭力劝说双方停止斗殴，一方面打电话向市委反映。市委当即派了一位书记处书记和“文革”办公室负责人赶到现场做劝解工作，并要求把所有的门都打开，迅速疏散群众。由于重庆市委的干预，这场持续两小时左右的大规模流血冲突总算平息下来。但是会场外的武斗却又蔓延。两派群众都被“惨案”所激怒，或出于报复，或为厂抓“凶手”，掀起了打、砸、抢、抄、抓的狂潮。至此，局面完全失控。

## 事后影响
当天下午，造反派就举行了抗议集会和游行，第二天又在体育场召开了控诉大会，重庆大学八一五代表在大会上说：“西南局、省市委中一小撮走资本主义道路当权派阴谋策划其御用工具——重庆工人纠察队、毛泽东思想红卫兵、赤卫军，赤膊上阵，拳打足踢，挥戈扬矛，大打出手：他们用钢钎、木棍、铁锤、铁矛、旗杆、主席语录牌……等等，打死打伤造反派二百余人，造成世所罕见的流血惨案。”有关“工纠打死造反派”的所谓“目击者”的揭发、控诉也大量出现在传单、小报和大字报上。
此时造反派也力图以“一二·四事件”为突破口一举搞垮保守派，并进而搞垮市委。于是，造反派便——心要证实“工纠打死造反派”的说法，到处搜寻证据。有人传出重庆市市委要毁尸灭迹”的谣言，造反派便马上派人到市郊石桥铺火葬场去将正待火化的14具尸体“查封”。一些造反组织还在交通要道口设下检查站，检查是否有人转移尸体。造反派组织了庞大的调查团，从数十人发展到近300人，大部分是充满革命激情的年轻人，相信了“工纠打死造反派”的传言才来参加调查的，但是却一无所获。
这时，一批造反派与北京大学、北京航空学院、哈尔滨军事工程学院等外地驻渝红卫兵一起，采取了一个在造反派内部也遭到不少人反对的极端作法：于12月6日下午从火葬场强行抢走了4具尸体，连同当晚从一家医院抢出的1具尸体一起，作为“叮疑尸体”，开始在体育场展出。但因造反派内部分歧，体育场的尸体展览草草结束，一些造反派又将5具尸体强行抬进中共重庆市委院内，抬到市委办公厅楼上机要室屋里，陈放于办公桌和值班床上，以此进行要挟，要市委交出所谓“黑材料”。后来通过一些红卫兵出面工作，好不容易才说服他们将尸体抬走。一二四事件发生后，外地赴渝红卫兵早已将舆论散到全国。参加了此次造反派运动的学生群众，并在1966年12月17日，汇集在北京工人体育馆召开大会去宣传。